# Věra Junková
Věra Junková (24. června 1917 Pardubice – 2. července 1942 Pardubice) byla učitelka a odbojářka z období druhé světové války, spolupracovnice výsadku Silver A.

## Život

### Před druhou světovou válkou
Věra Junková se narodila 24. června 1917 v Pardubicích v rodině úředníka cukrovaru V. Junka. Její otec zemřel ještě v období první světové války a její matka Emilie Junková se znovu provdala za tiskaře Adolfa Švarce. Studovala na pardubické reálce, kde v roce 1935 odmaturovala. V roce 1936 pak absolvovala učitelský kurz v Litomyšli. Poté učila v Pardubicích a v Mněticích, bydlela s matkou a jejím mužem v pardubické čtvrti Studánka. Ještě před jeho odchodem do zahraničí se zasnoubila s Alfrédem Bartošem.

### Protinacistický odboj
Již druhý den po seskoku výsadku Silver A 30. prosince 1941 se na Věru Junkovou obrátil její snoubenec a velitel výsadku Alfréd Bartoš, aby jí oznámil ukončení vztahu. Věra Junková se poté pokusila o sebevraždu, ale přežila. U sebe doma poté na nějaký čas ubytovala radistu Jiřího Potůčka, který jí sdělil, že se Alfréd Bartoš v Anglii zasnoubil s jinou dívkou. Poté se mezi nimi rozvinul milostný vztah. V dubnu Jiřímu Potůčkovi domluvila léčení zápalu plic u dr. Josefa Bartoně. Ke spolupráci přivedla i svou matku Emilii Švarcovou, nevlastního otce Adolfa Švarce, strýce Antonína Pištoru, známého z Mnětic Josefa Chrbolku a další. Dne 16. června 1942 došlo ke zradě Karla Čurdy, kvůli kterému se Gestapo dostalo ke jménům a adresám spolupracovníků Silver A a mimo jiné zatklo Hanu a Václava Krupkovi. V jejich bytě nalezlo i Bartošovy záznamy. Není zřejmé, co v nich přesně bylo, pravdou je, že nemohlo jít o konkrétní jména, protože k dalšímu zatýkání docházelo postupně, jak byla prolamována konspirace. Věra Junková byla zatčena 21. června 1942 a k brutálním výslechům na úřadovnu Gestapa byla převážena z donucovací pracovny. Spolu s dalšími odbojáři byla popravena 2. července 1942 na pardubickém Zámečku. V posledních chvílích svého života se ještě stala nedobrovolnou aktérkou inscenované popravy Taťány Hladěnové, která byla zavražděna dříve a společně s Věrou Junkovou bylo popraveno jen její mrtvé tělo. Ve stejný den zastřelil i Jiřího Potůčka na okraji Pardubic protektorátní četník. Tělo Věry Junkové bylo spáleno v místním krematoriu a popel vysypán do Labe.

## Připomínky Věry Junkové
- Pamětní deska Věry Junkové se nachází v Pardubicích na domě v Hronovické ulici.[1]
- Po Věře Junkové je v Pardubicích pojmenována ulice spojující ulici K Lesu, kde stál dům její rodiny, a věznici, kde trávila poslední dny svého života.

## Rodina
Bratrancem Věry Junkové byl básník Jiří Pištora. Jeho otec a bratr Věřiny matky Antonín Pištora se podílel na zajištění pracovních knížek pro členy výsadku Silver A a byl popraven na stejném místě a ve stejný den jako jeho neteř.

## Věra Junková v kultuře
- V hraném dokumentu Stříbrné requiem hraje postavu Věry Junkové Kateřina Kornhäuserová.